# Hameur Bouazza
Hameur Bouazza (Évry, Francia; 22 de febrero de 1985) es un futbolista argelí. Juega de Centrocampista y su actual equipo es el Red Star 93

## Trayectoria
Bouazza ha desarrollado la mayor parte de su carrera futbolística en Inglaterra al haber militado en el Watford (2003- 07), Fulham (2007- 2009), Blackpool FC (2010) y Millwall Football Club (2010- 12) y haber jugado también, cedido, en el Swindon Town, Charlton Athletic y Birmingham City. Además, jugó en el Arlés francés la primera parte de la campaña 2010/11.
El 6 de septiembre de 2012 llega libre por un año al Racing de Santander de la Segunda División de España. El Racing de Santander termina la temporada descendiendo a 2.ªB y Bouazza deja el equipo.
El 2 de noviembre de 2013 ficha por el Entente Sportive de Sétif que milita en el Campeonato Nacional de Argelia.
El 31 de agosto de 2014 firma por el Red Star 93 que milita en categoría Nacional y con el que consigue el ascenso a Ligue 2

## Selección nacional
Ha disputado un partido por su selección.